# Овайхі (пустеля)
Овайхі (англ. Owyhee) — посушливий регіон в Сполучених Штатах Америки, велика частина якого є пустелею. Розташований на південному краю плато Коламбія, на стику меж штатів Орегон, Айдахо і Невада, на південь від річки Овайхі. Площа 36 260 км².
| США | Це незавершена стаття з географії США. Ви можете допомогти проєкту, виправивши або дописавши її. |